# Bahnhof Oelsnitz (Vogtl)

Der Bahnhof Oelsnitz (Vogtl) ist der Bahnhof der Stadt Oelsnitz/Vogtl. Bis zur Stilllegung des Abschnittes Lottengrün–Oelsnitz der Bahnstrecke Herlasgrün–Oelsnitz war der Bahnhof ein Bahnknotenpunkt von lokaler Bedeutung, heute ist nur noch die Bahnstrecke Plauen–Cheb in Betrieb.

## Geschichte

### Name
Der Bahnhof trug während seiner Betriebszeit schon vier unterschiedliche Namen, im Einzelnen waren dies:
- bis 30. April 1905: Oelsnitz i. V.
- ab 1. Mai 1905: Ölsnitz i. V.
- ab 1. Juli 1911: Ölsnitz (Vogtl)
- ab 5. Oktober 1930: Oelsnitz (Vogtl)

### Betrieb
Nachdem die Sächsisch-Bayerische Eisenbahn-Compagnie von 1842 bis 1851 schrittweise die Bahnstrecke Leipzig–Hof eröffnet hatte, profitierten die anliegenden Städte erheblich von der Bahnverbindung. Deshalb wünschten sich die abseits der Strecke liegenden Ortschaften im Raum Reichenbach/Plauen/Falkenstein ebenfalls einen Bahnanschluss. Mitte der 1850er Jahre entstanden so zahlreiche teilweise in Konkurrenz zueinander stehende Eisenbahnprojekte. 1861 wurde schließlich die Streckenführung für die Voigtländische Staatseisenbahn von Herlasgrün nach Eger beschlossen. Am 1. November 1865 wurde die Bahnstrecke eröffnet. Der Durchgangsbahnhof Oelsnitz entsprach bis auf die Lokstation dem Bahnhof Lengenfeld. Das repräsentative Empfangsgebäude gehörte zu den größeren Gebäuden der Bahnstrecke.

Bahnhof Ölsnitz um 1910

Anfang der 1870er Jahre wurde der Bahnhof beim Lückenschluss zwischen Plauen und Oelsnitz sowie dem Verlegen des zweiten Streckengleises bis nach Brambach umfangreich ausgebaut. Um Platz für die neuen Gleisanlagen zu schaffen, wurden der südlich des Bahnhofs liegende Hang des Galgenberges abgetragen und an der Nordseite aufgeschüttet. Die Gleise aus Richtung Falkenstein endeten an einer Drehscheibe vor dem Empfangsgebäude, die deutlich kürzere Verbindung Plauen – Oelsnitz – Adorf – Eger sollte fortan den überregionalen Verkehr des Abschnitts Herlasgrün – Falkenstein – Oelsnitz aufnehmen. Insgesamt wurden etwa 4,5 km Gleis und 22 Weichen neu gebaut. Das Teilstück Plauen – Oelsnitz wurde am 1. November 1874 eröffnet, Oelsnitz wurde damit zum Trennungsbahnhof. Bis zur Jahrhundertwende wurden die Anlagen wegen des gestiegenen Verkehrs noch mehrmals erweitert.
Im Wesentlichen blieben die Bahnhofsanlagen in dieser Form bis zum Ende des Zweiten Weltkriegs erhalten. Einzige Veränderungen waren Anfang der 1910er Jahre die Errichtung von zwei Stellwerken (und die damit verbundene Fernsteuerung fast aller Weichen), der Bau einer Überführung für die Hofer Straße (die heutige B 92) am südöstlichen Bahnhofskopf und 1932 der Abriss des Heizhauses. Nach dem Zweiten Weltkrieg wurden einige Gleise im Bahnhofsteil der Bahnstrecke Herlasgrün – Oelsnitz abgebaut, um damit Kriegszerstörungen auf freier Strecke zu reparieren. Das zweite Streckengleis der Bahnstrecke Plauen – Cheb wurde 1946 als Reparationsleistung demontiert. Der Abschnitt Lottengrün – Oelsnitz wurde am 26. April 1951 zum letzten Mal befahren und anschließend innerhalb von vier Monaten vollständig abgebaut, um Oberbaumaterial zu gewinnen. Bis Ende der 1950er Jahre wurden die nun überflüssigen Gleise der Falkensteiner Seite im Bahnhof Oelsnitz entfernt, die Drehscheibengrube wurde verfüllt.
Bis in die 1990er Jahre änderte sich fast nichts, lediglich zwei Anschlussbahnen wurden noch bis Ende der 1960er Jahre geschlossen. Mit den wirtschaftlichen Auswirkungen der Wende 1989/90 brach auch dort der Güterverkehr fast vollständig weg. Der nicht mehr genutzte Güterschuppen wurde 1997 abgerissen, heute befindet sich an dieser Stelle ein moderner Busbahnhof. Insgesamt liegen im Bahnhof noch 6 Gleise, zwei davon an der Ladestraße. Zudem besteht noch ein Anschlussgleis zu einer Baufirma.

### Lokstation Oelsnitz
Da der Bahnhof Oelsnitz am Anfang einer langen Steigung nach Lottengrün lag, wurde dort schon beim Bahnbau ein Heizhaus für Vorspann- und Nachschublokomotiven errichtet. Das Fachwerkgebäude hatte vier Stände, die sich auf zwei Gleise verteilten. In der zweiten Hälfte der 1870er Jahre wurde es um zwei weitere Stände ergänzt.
Da nach dem Ersten Weltkrieg stärkere Lokomotiven zur Verfügung standen, mussten die Züge nach Lottengrün bzw. Adorf nicht mehr mit zwei Lokomotiven bespannt werden. Die Lokstation wurde daher am 1. Oktober 1925 geschlossen, das Heizhaus sieben Jahre später abgerissen. Zuletzt hatte die Lokstation Oelsnitz betrieblich zum Bahnbetriebswerk Adorf gehört.